# Municipalità di Marghera
La Municipalità di Marghera è una suddivisione amministrativa del comune di Venezia che comprende la porzione meridionale della terraferma.

## Geografia antropica

### Suddivisioni amministrative
La municipalità è a sua volta divisa in 4 ambiti territoriali funzionali alle delegazioni di zona:
- Marghera nord
- Marghera sud
- Malcontenta-Cà Brentelle-Ca' Sabbioni
- Catene-Villabona

## Confini
È delimitata a nord dalla ferrovia Milano-Venezia e a sud e a ovest dai confini comunali con Mira e Campagna Lupia.

## Geografia fisica

### Territorio
Alla municipalità appartengono la porzione meridionale della conurbazione mestrina (località di Marghera, Catene e Villabona), il porto industriale e altri piccoli sobborghi come la Malcontenta.

## I vecchi quartieri
Con la sua istituzione (2005) è stato soppresso il quartiere 13 "Marghera-Catene-Malcontenta" a sua volta costituito nel 1997 dagli ex quartieri 17 Marghera-Catene e 18  Malcontenta.